# Cusiala boarmoides
Cusiala boarmoides là một loài bướm đêm trong họ Geometridae.